# Ardisia sapoana
Ardisia sapoana är en viveväxtart som beskrevs av C.L. Lundell. Ardisia sapoana ingår i släktet Ardisia och familjen viveväxter. Inga underarter finns listade i Catalogue of Life.